# Lycodonus
Lycodonus – rodzaj ryb z rodziny węgorzycowatych.

## Klasyfikacja
Gatunki zaliczane do tego rodzaju:
- Lycodonus flagellicauda
- Lycodonus malvinensis
- Lycodonus mirabilis
- Lycodonus vermiformis